# باشگاه فوتبال نیژنی نووگورود
نیژنی نووگورود (روسی: ФК «Нижний Новгород») یک باشگاه فوتبال روسی است که در شهر نیژنی نووگورود قرار دارد. این باشگاه در سال ۲۰۱۵ تأسیس شد. باشگاه در لیگ برتر فوتبال روسیه بازی می‌کند.

## نام‌های پیشین
این باشگاه با نام های مختلفی شناخته شده است:
- ۲۰۱۵–۲۰۱۶: اف‌سی ولگا المپیک المپیک نیژنی نووگورود
- ۲۰۱۶–۲۰۱۸: اف.سی المپیک نیژنی نووگورود
- ۲۰۱۸–اکنون: اف.سی نیژنی نووگورود[۲]